# Shangri-La
Shangri-La este un tărâm imaginar descris în romanul Orizont pierdut, publicat în 1933 de scriitorul britanic James Hilton. În viziunea lui Hilton, Shangri-La este un loc mistic, armonios, în apropierea unei mănăstiri, în vestul munților Kunlun. Shangri-La a devenit sinonim cu paradisul pe pământ, în special cu tărâmul Utopia din munții Himalaya - o țară în permanență fericită, izolată de lumea exterioară. În romanul Orizont pierdut, oamenii care trăiesc în Shangri-La sunt aproape nemuritori, trăind cu mult mai mult decât oamenii obișnuiți și îmbătrânind foarte încet. Cuvântul Shangri-La evocă atmosfera exotică a orientului. În scrierile vechi tibetane sunt menționate șapte astfel de locuri, sub numele de Nghe-Beyul Khimpalung.
Khembalung este unul dintre beyuli („tărâmuri ascunse”) despre care se crede că au fost create de către Padmasambhava în secolul al VIII-lea ca locuri sacre, idilice, care au servit budiștilor ca refugiu în vremurile de război (Reinhard 1978).

## Etimologie
Expresia „Shangri-La” vine probabil din cuvântul tibetan ཞང་, „Shang” - district al Ü-Tsang, la nord de Tashilhunpo + རི, pronunțat „ri”, „munte” (= „Muntele Shang”) + ལ, pronunțat „la”, „trecătoare”, ceea ce sugerează ca această zonă este accesibilă prin așa-numita „Trecătoarea peste Muntele Shang”.

## Locație

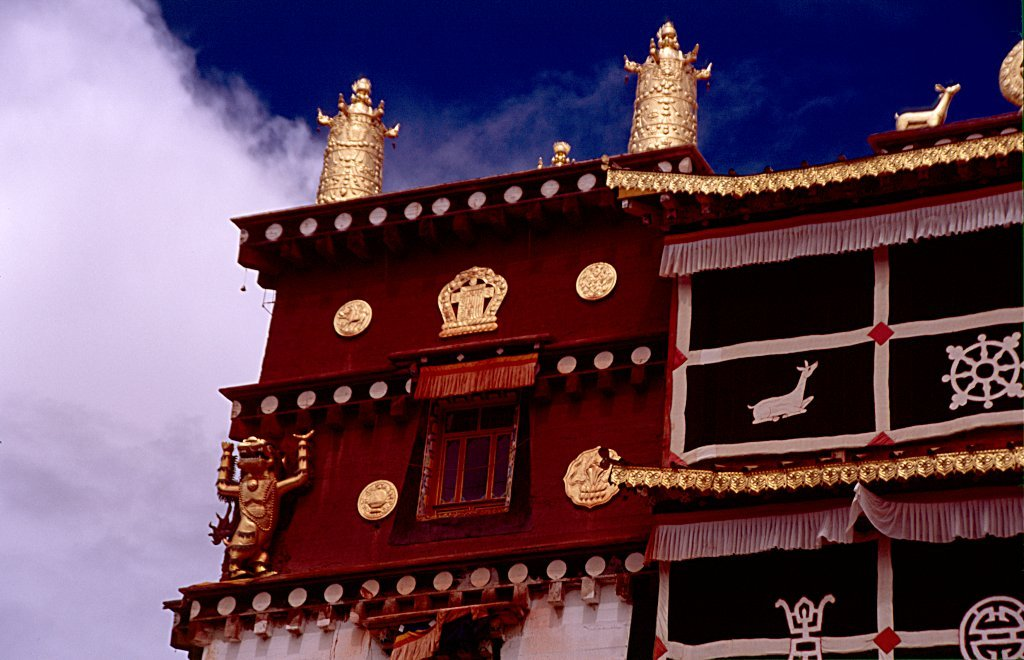
Zhongdian în Yunnan, China

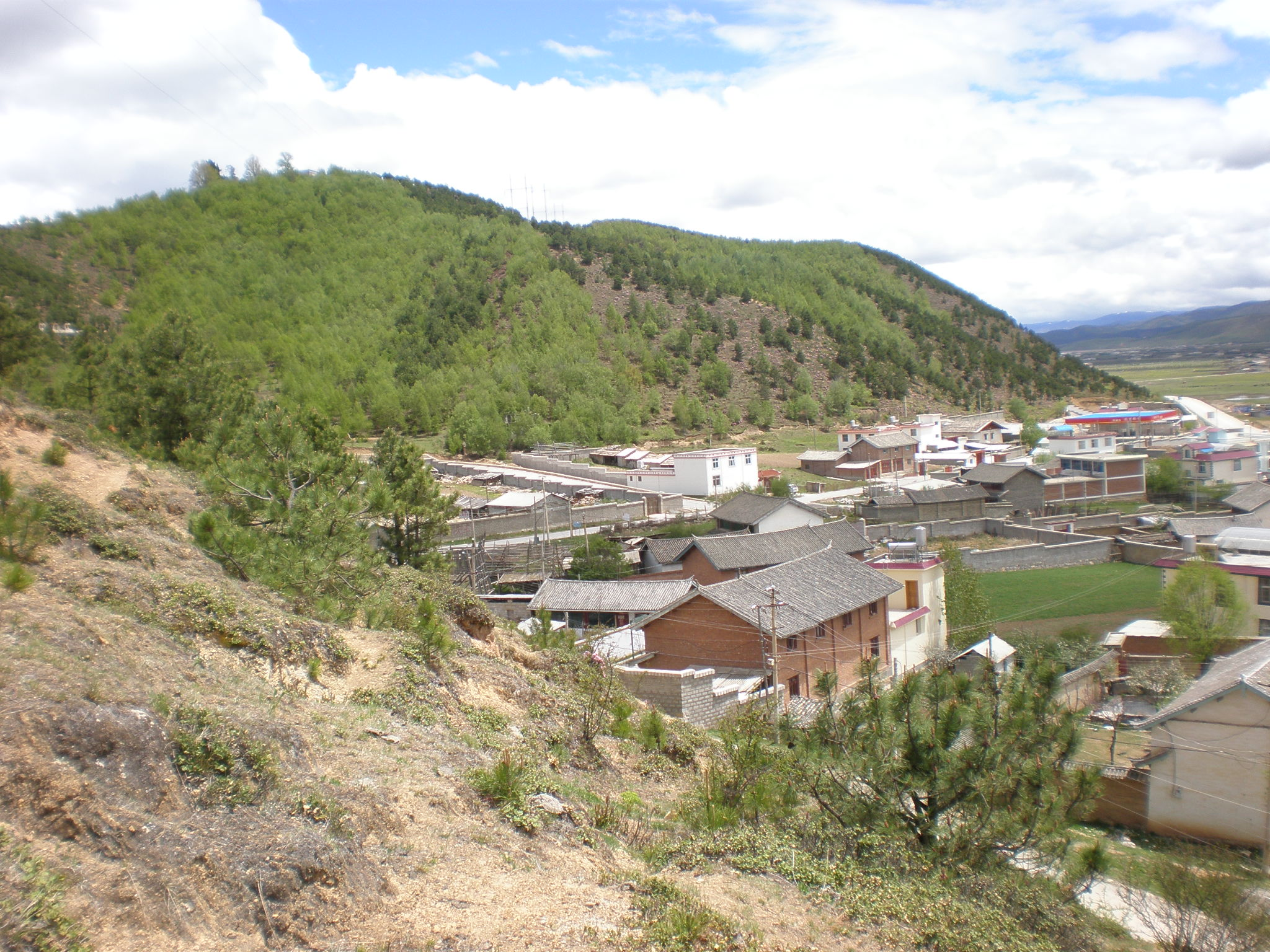
Un deal din Shangri-la, Yunnan, China

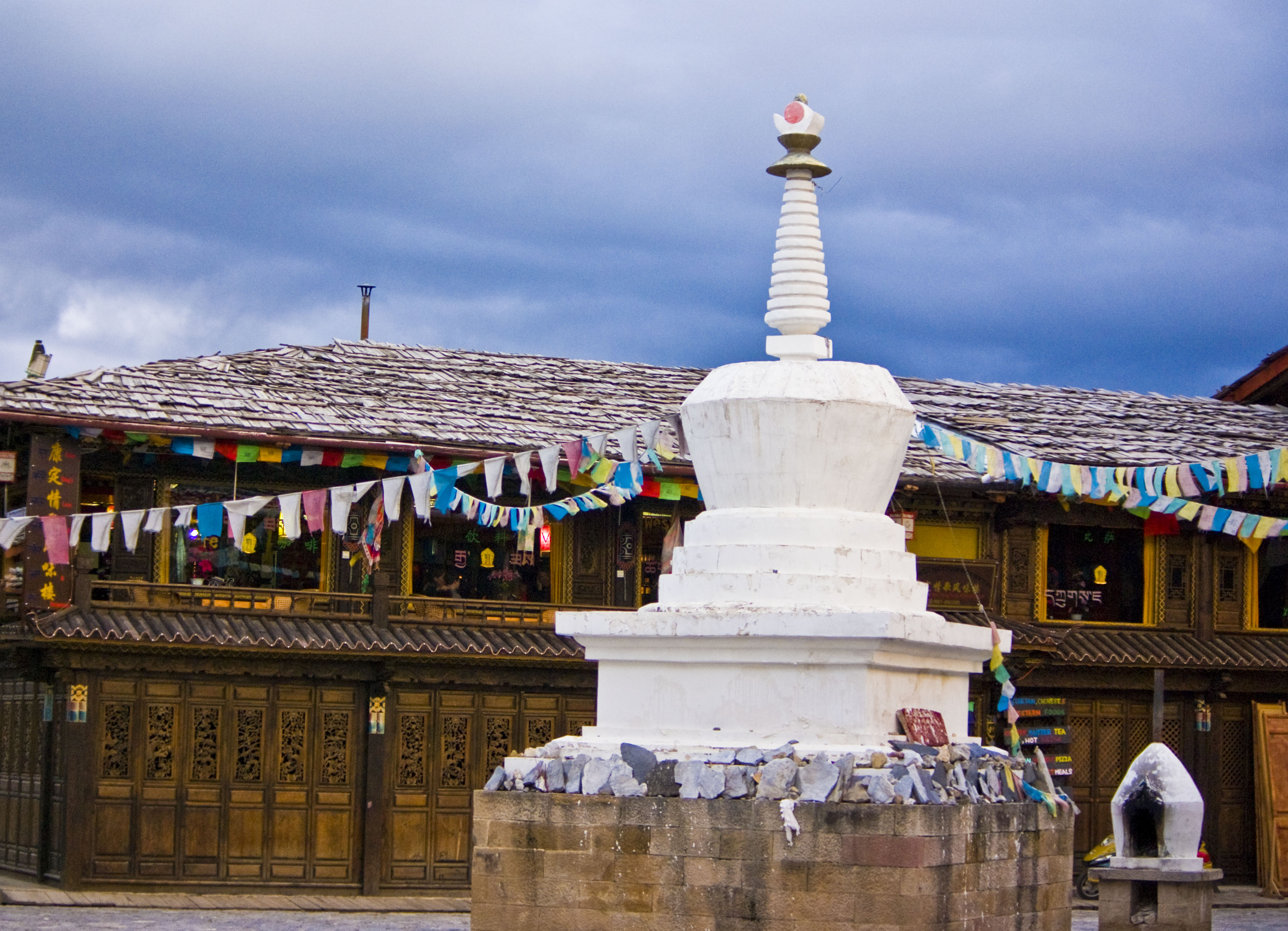
Din Shangri-la, Yunnan, China

De cele mai multe ori tărâmul Shangri-La este menționat ca fiind în nord-vestul provinciei Yunnan, în China, unde a călătorit exploratorul Joseph Rock, în timp ce lucra pentru revista National Geographic. Această perioadă ar fi coincis cu perioada în care James Hilton a scris Orizont pierdut, cu toate că nu există suficiente dovezi pentru a susține acestă afirmație. Într-un interviu din 1936 pentru ziarul New York Times, Hilton a afirmat că pentru a descrie Shangri-La a folosit materiale legate de Tibet de la British Museum, din care s-a documentat despre cultura tibetană și religia budistă.
În 2 decembrie 2010 televiziunea americană Oregon Public Broadcasting, OPB, a televizat un episod al emisiunii „Martin Yan's Hidden China” intitulat „Viața în Shangri-La” (Life in Shangri-La) în care Yan a spus că „Shangri-La” este de fapt numele regiunii reale Shangri-La din nord-vestul provinciei Yunnan, în care trăiesc atât membri ai etniei chineze Han, cât și tibetani.

## Folosirea denumirii Shangri-La
Shangri-La este de multe ori folosit sinonim cu Grădina Edenului, pentru a reprezenta paradisul neaccesibil omului modern. În limba engleză este de multe ori folosit ca o analogie la un țel care este foarte greu de atins. Pentru un om care are nevoie disperată de vindecare, tratamentul său ar putea fi numit „Shangri-La”. De asemenea, „Shangri-La” ar putea reprezenta perfecțiunea căutată de oameni în dragoste, fericire sau idealuri utopice. Poate fi folosit în metafore similare cu Sfântul Graal, Eldorado sau Fântâna tinereții.

## Vezi și
- Avalon
- Eldorado
- Hiperboreea
- Shambala
- Societatea Thule
- Utopie
- Valhalla